# Ingram Entertainment Holdings Inc.
Ingram Entertainment Holdings Inc. é uma empresa estadunidense que distribui produtos de entretenimento do lar. Focando-se em hardware e software como, DVDs, hardware e software de videogames, videocassetes, livros de áudio, e eletrônicos. A companhia também fornece como ferramentas de merchandising, propagandas, entre outros serviços.